# Ghiacciaio Hewson
Il ghiacciaio Hewson è un ghiacciaio tributario lungo circa 28 km situato sulla costa di Shackleton, all'interno della regione sud-occidentale della Dipendenza di Ross, nell'Antartide orientale. Il ghiacciaio, il cui punto più alto si trova a circa 2600 m s.l.m., fluisce verso nord-est partendo dal versante nord-orientale del monte Dickerson e del picco Barnes, sul versante occidentale dei monti della Regina Alessandra, e scorrendo tra i colli Morrison, a ovest, e il monte The Cloudmaker, a est, fino a unire il proprio flusso a quello del ghiacciaio Beardmore poco a sud del ghiacciaio Garrard.

## Storia
Il ghiacciaio Hewson è stato scoperto durante la spedizione Nimrod (conosciuta anche come spedizione antartica britannica 1907-09), condotta dal 1907 al 1909 e comandata da Ernest Henry Shackleton, ma è stato così battezzato solo in seguito dalla squadra settentrionale di una spedizione neozelandese di ricerca antartica svolta nel 1961-62 in onore di Michael Prebble, membro della squadra di Ronald Hewson, uno dei membri della spedizione.